# Ribose-phosphate diphosphokinase
Ribose-phosphate diphosphokinase (hay phosphoribosyl pyrophosphate synthetase, ribose-phosphate pyrophosphokinase) là một enzyme chuyển hóa ribose 5-phosphate thành phosphoribosyl pyrophosphate (PRPP). Phân loại enzym: EC 2.7.6.1.
Enzym tham gia vào quá trình tổng hợp nucleotide (purin và pyrimidine), đồng yếu tố NAD, NADP, amino acid histidine và tryptophan, liên kết các quá trình sinh tổng hợp này với con đường pentose phosphate có nguồn gốc từ ribose 5-phosphate. Ribose 5-phosphate được sản xuất nhờ con đường HMP Shunt nhờ sự thiếu hụt enzyme Glucose-6-Phosphate dehydrogenase. Sản phẩm phosphoribosyl pyrophosphate đóng vai trò như một thành phần thiết yếu của con đường trục vớt purine ([purine salvage pathway]) và tổng hợp purine de novo. Rối loạn chức năng của enzyme sẽ làm suy yếu quá trình chuyển hóa purine. Ribose-phosphate pyrophosphokinase tồn tại trong vi khuẩn, thực vật và động vật. Ở người có ba đồng phân ribose-phosphate pyrophosphokinase, các gen mã hóa enzyme nằm trên nhiễm sắc thể X.

## Cơ chế phản ứng
Ribose-phosphate diphosphokinase chuyển nhóm diphosphoryl từ Mg-ATP (Mg2+ kết hợp ATP) thành ribose 5-phosphate. Phản ứng enzyme bắt đầu khi enzyme liên kết với ribose 5-phosphate, sau đó liên kết Mg-ATP với enzyme. Ở trạng thái chuyển tiếp, diphosphate được chuyển hóa. Enzyme đầu tiên giải phóng AMP trước khi tạo ra sản phẩm phosphoribosyl pyrophosphate. Các thí nghiệm sử dụng nước chứa đồng vị oxy-18 chứng minh rằng cơ chế phản ứng tiến hành theo cơ chế thế nucleophil lưỡng phân tử (SN2), tác nhân là nhóm hydroxyl liên kết nguyên tử carbon hemiacetal phi đối xứng (carbon anomer) của ribose 5-phosphate trên phân tử beta-phospho ATP.

## Cấu trúc

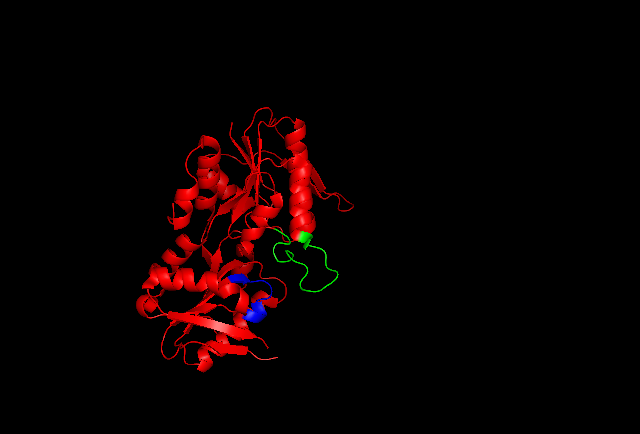
Kết xuất pyMol của một tiểu đơn vị enzyme phosphoribosyl pyrophosphate synthetase I (người). Vòng lặp linh hoạt có màu xanh lá cây; vùng liên kết ribose 5-phosphate có màu xanh lam.

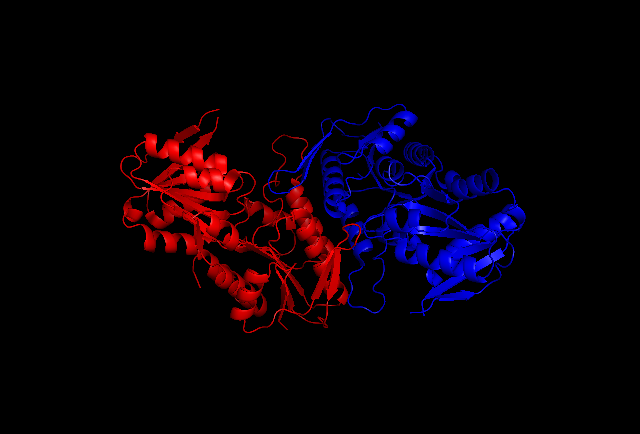
PyMol kết xuất phosphoribosyl pyrophosphate synthetase I (người) dưới dạng homodimer, được hình thành bởi hai tiểu đơn vị (đỏ và xanh). Ba homodimers tạo thành phức hợp enzyme hoạt động.

Các nghiên cứu kết tinh và nhiễu xạ tia X đã làm sáng tỏ cấu trúc của enzyme, được phân lập bằng cách nhân bản, biểu hiện protein và kỹ thuật tinh chế. Một tiểu đơn vị của ribose-phosphate diphosphokinase bao gồm 318 amino acid; phức hợp enzyme hoạt động bao gồm ba homodimers (hoặc sáu tiểu đơn vị, một hexamer). Cấu trúc của một tiểu đơn vị là một tấm beta song song (lõi trung tâm) được bao quanh bởi bốn vòng xoắn alpha ở đầu N và năm vòng xoắn alpha ở đầu C, với hai tấm beta ngắn song song kéo dài từ lõi trung tâm. Vị trí gắn kết ribose 5-phosphate tại Asp220– Thr228, nằm trong đầu C của một tiểu đơn vị.

## Chức năng
Sản phẩm phản ứng phosphoribosyl pyrophosphate (PRPP) được sử dụng trong nhiều con đường sinh tổng hợp (tổng hợp de novo và trục vớt nucleotide). PRPP cung cấp đường ribose trong quá trình tổng hợp purine và pyrimidine, kết hợp các base nucleotide tạo thành RNA và DNA. PRPP phản ứng với orotate để tạo thành orotidylate, chuyển đổi thành uridylate (UMP). UMP sau đó chuyển thành nucleotide cytidine triphosphate (CTP). Phản ứng của PRPP, glutamine và ammonia tạo thành 5-Phosphoribosyl-1-amin, tiền chất của inosine (IMP), cuối cùng chuyển thành adenosine triphosphate (ATP) hoặc guanosine triphosphate (GTP). PRPP đóng vai trò quan trọng trong con đường trục vớt purine bằng cách phản ứng với purine tự do, tạo thành adenylate, guanylate và inosinate. PRPP cũng được sử dụng trong quá trình tổng hợp NAD: phản ứng của PRPP với axit nicotinic tạo ra mononucleotide axit nicotinic trung gian.

## Bệnh tật
Bởi vì sản phẩm của nó là một hợp chất quan trọng trong nhiều con đường sinh tổng hợp, ribose-phosphate diphosphokinase có liên quan đến một số rối loạn hiếm gặp và các bệnh thoái hóa liên quan đến nhiễm sắc thể X. Đột biến tăng cường hoạt động enzyme sẽ dẫn đến việc sản xuất quá mức purine và axit uric. Các triệu chứng bao gồm bệnh gút, mất khả năng thính giác, lực cơ yếu (hạ huyết áp), phối hợp cơ bị suy yếu (mất điều hòa), bệnh lý thần kinh ngoại biên di truyền, và rối loạn phát triển hệ thần kinh. Đột biến mất chức năng ribose-phosphate diphosphokinase dẫn đến bệnh Charcot-Marie-Tooth và hội chứng ARTS.